# Дроморніс
Дроморніс (Dromornis) — вимерлий рід гусеподібних птахів родини Дроморнісові (Dromornithidae). Це один з найбільших птахів за всю історію Землі. Ці птахи належать до ряду гусеподібних (Anseriformes) і були близькими родичами сучасних качок і гусей. Заввишки Dromornis stirtoni був понад 3 метри і важив близько 500 кг. Мешкав дроморніс в Австралії, в середньому міоцені, приблизно 15 мільйонів років тому. Ймовірно, був всеїдним. На цей час[коли?] Dromornis stirtoni та Epyornis maximus вважаються найбільшими й найважчими птахами за всю історію фауни.

## Опис

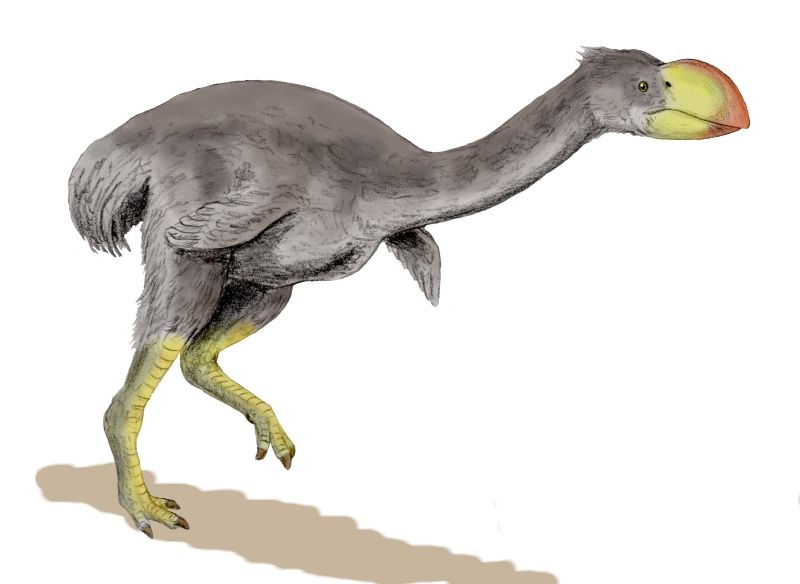
Реконструкція D. stirtoni

Хоча вони схожі на гігантських ему, дроморніс і його родичі ближчі до найдавніших водоплавних птахів ряду гусеподібних, або базальних куроподібних. Це був великий, нелітаючий птах з масивною нижньою щелепою, короткими крилами та масивними задніми ногами. Птах має слабо розвинену грудину, що пов'язано із втратою здатності до польоту.

## Спосіб життя
Дроморніс жив у степовій місцевості, що поросла чагарником та невеликими деревами. Попри великі ноги, птах був поганим бігуном. Він був рослинноїдним, за іншою версією всеїдним, птахом.

## Див.також
- Список викопних птахів